# Réformes kémalistes
Les réformes kémalistes (ou en turc : Atatürk Devrimleri ou Atatürk İnkılâpları), sont des réformes politiques, sociales et économiques menés par le fondateur de la république turque, Mustafa Kemal Atatürk.

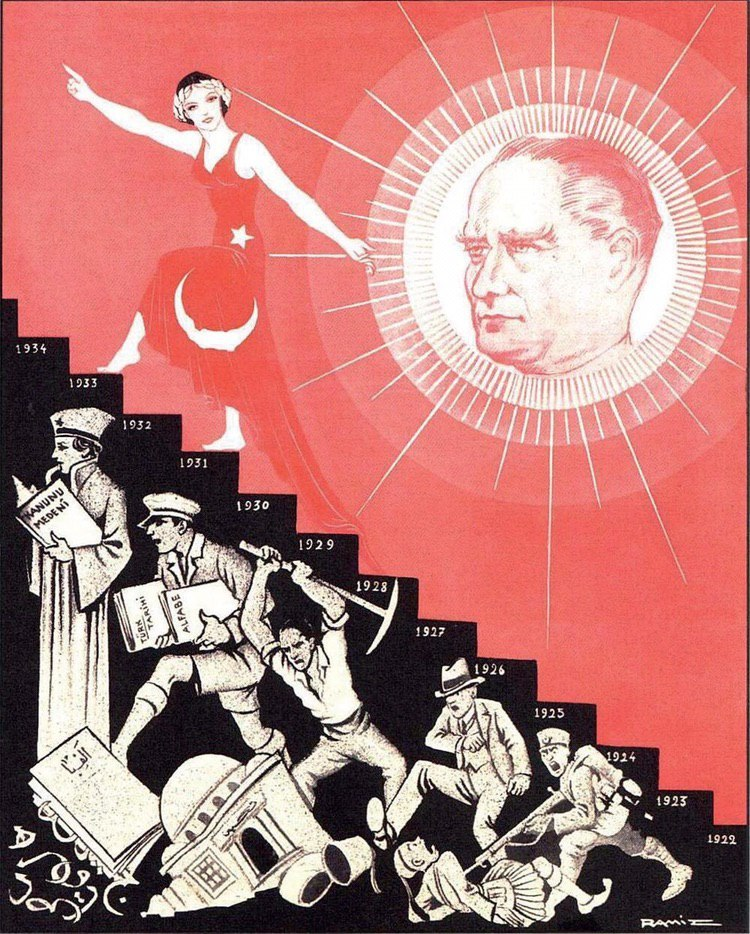
Illustration des réformes kémalistes. De droite à gauche : La victoire sur l'invasion grecque, l'abandon du fez, la fermeture des loges sectaires, l'adoption du nouvel alphabet turc, l'adoption du code civil turc.

Après la victoire de la guerre d'indépendance turque, l'important pour Atatürk était de sortir la société turque de l'obscurité dans laquelle elle se trouvait et de lui montrer les voies de la vie moderne. L'objectif est de se moderniser, d'atteindre le plus rapidement possible le niveau de la civilisation contemporaine. Il est nécessaire de briser les chaînes qui retiennent la société et de supprimer les obstacles qui entravent son progrès. C'est dans ce but que les principes du kémalisme ont été posés. À la lumière de ces principes, il était nécessaire de faire des percées sans délai et de faire de ces percées un mode de vie pour la nation turque.

## Réformes politiques

### Abolition du sultanat
À partir de 1517, le sultanat ottoman a fusionné avec le califat, et la volonté des sultans au cours des années avait acquis un caractère totalement théocratique. Cette forme de gouvernement, qui a duré des siècles, était une forme de gouvernement qui transférait la souveraineté nationale à une seule personne. Les parlements ouverts sous la première et la deuxième monarchie constitutionnelle n'ont pas duré longtemps, et la souveraineté de la nation était toujours entre les mains du sultan et du calife. Afin de préserver son existence, ce gouvernement, qui a en quelque sorte entraîné avec lui l'ignorance et le sectarisme, est récemment devenu le plus néfaste pour la nation turque.
Enfin, les tentatives de ce régime pour saper la lutte nationale et sa condamnation à mort de la nation par la signature du traité de Sèvres ont conduit le régime actuel à trahir le pays. Malgré tous ces points négatifs, le fait que le gouvernement du sultan ait été invité aux négociations de paix par les puissances de l'Entente après la lutte nationale, comme s'il était un partenaire de la victoire, a rendu impératif l'abolition de ce régime dès que possible.
Le 1er novembre 1922, la Grande Assemblée nationale, par une décision historique, abolit le sultanat. Avec l'abolition du sultanat, la gouvernance de la nation est confiée à Atatürk,.

### Naissance de la République
Le 24 juillet 1923, le traité de Lausanne est signé et l'indépendance du nouvel État turc est acceptée. Le 13 octobre 1923, deux mois après la convocation de la deuxième session de la Grande Assemblée nationale de Turquie, Ankara devient le siège du gouvernement de l'État turc. Il fallait maintenant nommer le régime existant en toute clarté et élire le président du nouvel État. Jusqu'alors, Atatürk, en tant que président de la Grande Assemblée nationale de Turquie, était le chef de l'État. D'autre part, certains pays étrangers souhaitaient une définition plus claire du nouveau régime d'État en Turquie afin de ratifier le traité de Lausanne.
Entre-temps, la démission du Conseil des députés exécutifs le 27 octobre 1923 et l'impossibilité de former une liste ministérielle qui obtiendrait la confiance du Parlement nécessitaient une solution urgente à ce problème. À la suite de ces développements causés par les conditions internes et externes, la République a été proclamée le soir du 29 octobre 1923. La forme de gouvernement du nouvel État est ainsi nommée. Avec la proclamation de la République, la règle selon laquelle "la souveraineté appartient à la nation de manière inconditionnelle et inconditionnelle" a pris sa place dans l'administration de l'État sous sa forme la plus importante, et la voie vers la démocratie a été tracée plus clairement.
En déclarant la République, Atatürk était d'avis que toutes les règles de la démocratie devraient être mises en œuvre en temps voulu. Son principal objectif était que la nation turque puisse exercer ses droits politiques comme elle le souhaitait et que la démocratie pluraliste devienne opérationnelle dans le pays. D'ailleurs, les deux grandes tentatives de transition vers le multipartisme de la période Atatürk le démontrent. Cependant, durant cette période de grandes révolutions visant à la modernisation, les partis d'opposition, malgré leurs bonnes intentions, sont devenus les foyers secrets d'activité d'opportunistes qui voulaient renverser le régime républicain sous l'influence des milieux réactionnaires qui les rejoignaient.
Ainsi, dans une période où les conditions n'étaient pas encore favorables, le régime multipartite a été inévitablement reporté pour un certain temps. À cet égard, la période d'Atatürk et le régime de parti unique qui a dominé cette période doivent être interprétés comme une période qui visait à éliminer les obstacles à l'avenir sur la voie de l'instauration d'une démocratie pluraliste en Turquie et qui, pour cette raison, accordait de l'importance à l'éducation politique et sociale de la population,.

### Abolition du califat
Malgré l'abolition du sultanat et la proclamation de la République, le califat continue d'exister. Le dernier calife de Constantinople, profitant de cette situation, n'hésite pas à donner l'impression qu'il fait bande à part contre le régime républicain, organisant des cérémonies pompeuses et sous-estimant les fonds qui lui sont alloués par le budget de l'État. Pourtant, il est indispensable de protéger la jeune République turque, établie au prix de grands sacrifices, contre toutes sortes de dangers.
Le problème du calife doit être résolu une fois pour toutes. Le 3 mars 1924, une loi abolit le califat et le dernier calife est emmené à l'étranger. Avec l'abolition du califat, la République de Turquie a fait un nouveau grand pas vers la laïcité, car dans un régime fondé sur la souveraineté nationale et dans le concept d'un État moderne et laïque, une "république avec un califat" était hors de question. La suppression de l'article "La religion de l'État de Turquie est l'islam" de la Constitution par un amendement de 1928 et la réorganisation du serment du président de la République et des membres du parlement ont constitué des étapes majeures vers la laïcité. Enfin, le 5 février 1937, la laïcité a été inscrite dans la Constitution comme l'un des principes fondamentaux de la République de Turquie,.

## Réformes sociales

### Interdiction du port du fez
Sous le règne du sultan Mahmoud II, la mode de s'habiller comme les Européens est apparue dans le palais ottoman. Plus tard, cette mode s'est étendue aux savants et au public, mais la difficulté de porter des chapeaux à l'européenne pendant les prières a rendu nécessaire l'utilisation d'un chapeau sans bord. Le fez, adopté lorsque le fez rapporté du Maroc par les Sérasker et le capitaine Hüsrev Pacha à son retour de l'expédition en Méditerranée était porté par les soldats du galion, est devenu le chapeau officiel de l'empire sur décret du sultan Mahmoud. À partir des années 1840, il fait partie de l'uniforme des soldats ottomans, à l'exception de la cavalerie et de l'artillerie.
Le fez, utilisé de 1829 à 1925, était porté par tous les fonctionnaires civils et militaires à Constantinople pendant la période des Tanzimat, tandis que le turban n'était utilisé que par les érudits et le clergé. Dans les provinces, le turban était préféré et, pour cette raison, les gens étaient divisés en deux groupes : ceux qui portaient le fez et ceux qui portaient le turban. Le fez remplaçant le turban, qui avait été utilisé pendant des siècles, était une innovation importante, ce qui explique le déferlement de nombreux avis favorables et défavorables ont été exprimés dans l'empire.
C'est pourquoi Atatürk a accordé une grande importance à la révolution des chapeaux et des vêtements dans le cadre de ses initiatives de modernisation, d'où le 25 novembre 1925, la Grande Assemblée nationale de Turquie a promulgué la loi sur les chapeaux, interdisant le fez, le turban et les couvre-chefs similaires. Jusqu'alors, bien que certaines innovations aient été apportées aux coiffures et aux vêtements dans le passé, ces percées n'ont pas pu être réalisées comme elles auraient dû l'être en raison de la coexistence de l'ancien et du nouveau. En 1925, avec la révolution du chapeau et de la robe, la société turque s'est dotée d'un style vestimentaire moderne et a montré qu'elle était unie et solidaire des nations civilisées en termes de mode de vie. À cet égard, les révolutions du chapeau et du vêtement sont de grandes révolutions conscientes qui sont passées de la forme à l'essence, se sont ouvertes au monde moderne par le mode de pensée qu'elles déterminent et se sont intégrées à la pensée moderne,,.

### Réforme de l'éducation

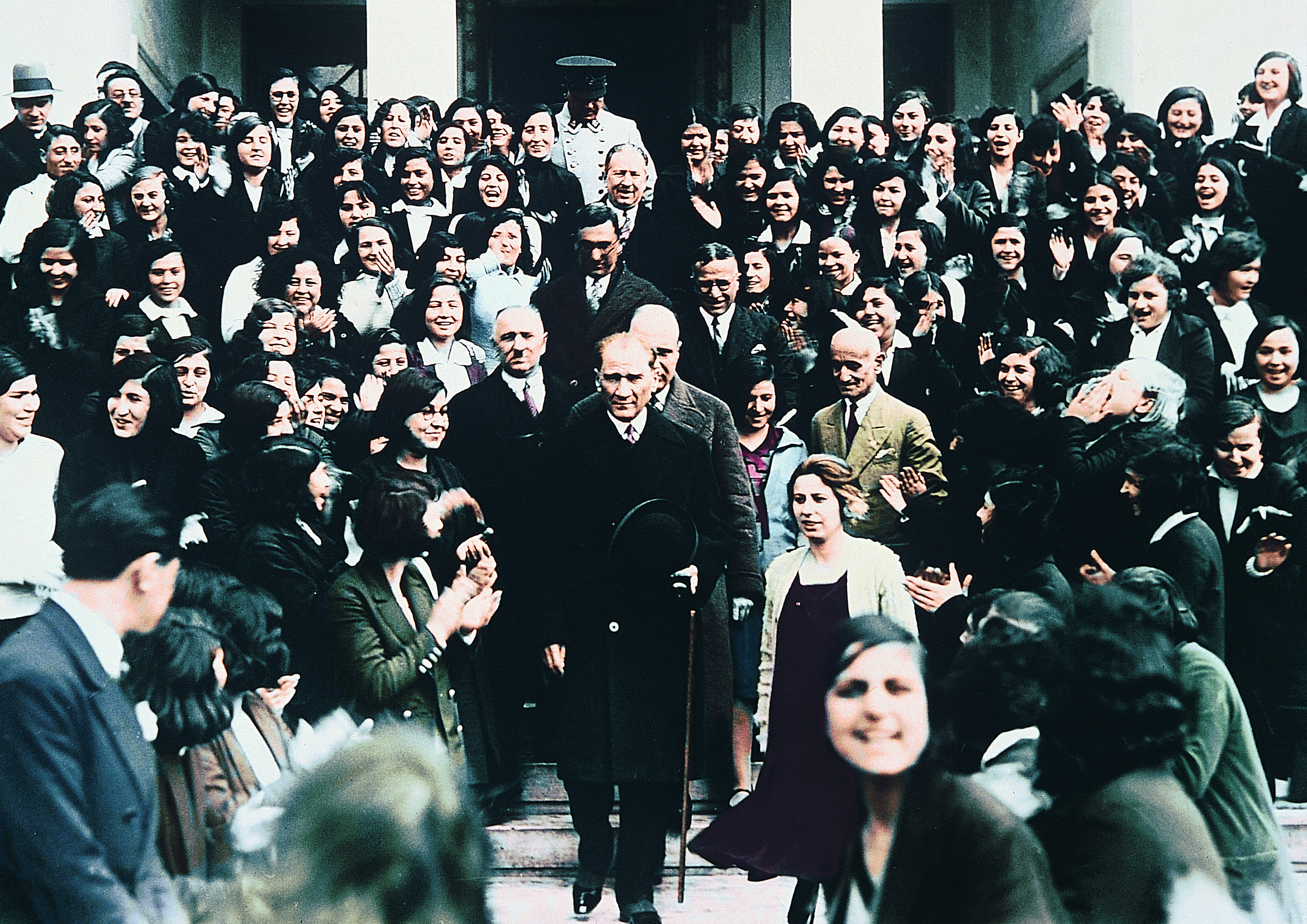
Atatürk visite le lycée pour filles d'Izmir le 1er février 1931. Il s'intéresse de près à l'éducation. Après la réorganisation de l'université d'Istanbul avec la loi sur l'université du 31 mai 1933, le gouvernement turc a introduit l'éducation mixte dans les académies, collèges et universités de Turquie.

Après la création du nouvel État turc, un programme d'éducation nationale, démocratique et laïque devait être élaboré. Pour répondre à cette exigence, la "loi sur l'unité de l'éducation" (Tevhid-i Tedrisat Kanunu) a été promulguée le 3 mars 1924. La justification de la loi stipule que "les individus d'une nation ne peuvent recevoir qu'une seule éducation. Deux types d'éducation donnent naissance à deux types de personnes dans un pays. Cela est incompatible avec les objectifs d'unité de sentiment, d'idée et de solidarité". Depuis le milieu du XVIIIe siècle, les médersas sont devenues des institutions fermées en Occident, ne dispensant qu'un enseignement théocratique ; bien qu'il y ait eu de temps à autre des tentatives de réforme de ces institutions, aucun résultat positif n'a été obtenu. Toutefois, au cours des derniers siècles, des sciences positives ont été développées,.
Cette dualité a duré jusqu'au 3 mars 1924, date de la loi sur l'unité de l'éducation. Avec cette loi, tous les établissements d'enseignement de Turquie sont affiliés au ministère de l'Éducation nationale sur la base de l'unité de l'enseignement ; les médersas sont fermées et remplacées par des écoles républicaines dispensant un enseignement moderne, national et laïque. L'objectif est d'offrir la même éducation à tous les enfants turcs en âge d'être scolarisés et de les élever au rang de citoyens modernes et libres d'esprit. Les écoles étrangères en Turquie ont également été placées sous le contrôle de l'État et n'ont pas été autorisées à dispenser un enseignement susceptible de nuire à la culture nationale et d'affaiblir les sentiments nationaux. La loi prévoit que l'enseignement primaire doit être dispensé dans les écoles turques. Outre ces innovations dans l'enseignement primaire et secondaire, de grands progrès ont également été réalisés dans l'enseignement supérieur. En 1933, la réforme universitaire a jeté les bases d'une université turque nationale et moderne. L'université a ainsi été dotée d'une nouvelle façon de penser et d'une structure dynamique.

### Révolution de l'alphabet
La révolution des signes ou révolution linguistique (Dil Devrimi) est une réforme mise en œuvre par Atatürk dès le 1er novembre 1928 pour, selon lui, purifier la langue turque.
Pendant des siècles, la langue turque a été écrite avec un alphabet arabe alors qu'elle "aurait dû" être exprimée avec un alphabet unique ; cependant, cet alphabet était loin d'exprimer la richesse et l'étendue de la langue turque. En raison de cette négligence, le turc avait cessé d'être une langue écrite et parlée avec ses propres règles et avait subi l'influence des règles de l'arabe et du persan. L'adoption du nouvel alphabet turc a été une grande révolution en termes de retour à notre identité nationale dans l'écriture.
Atatürk attachait une grande importance à la langue turque, car elle était le moyen d'expression de la culture nationale et le fondement le plus solide de l'unité nationale. Sous l'Empire ottoman, la langue turque avait plus ou moins perdu son identité avec les mots arabes et persans largement utilisés par le cercle du palais et les intellectuels qui lui étaient proches, et était devenue une langue complexe. Il était nécessaire de redonner à cette langue sa propre identité et de la libérer du joug des langues étrangères. À cette fin, l'Institut de la langue turque est créé et des études scientifiques sont menées. L'adoption des nouvelles lettres turques et la révolution linguistique ont joué un rôle majeur dans l'augmentation du taux d'alphabétisation. Ces révolutions ont également permis de réaliser de grandes avancées en termes de retour à notre culture nationale et de développement de cette culture,.

### Droits des femmes

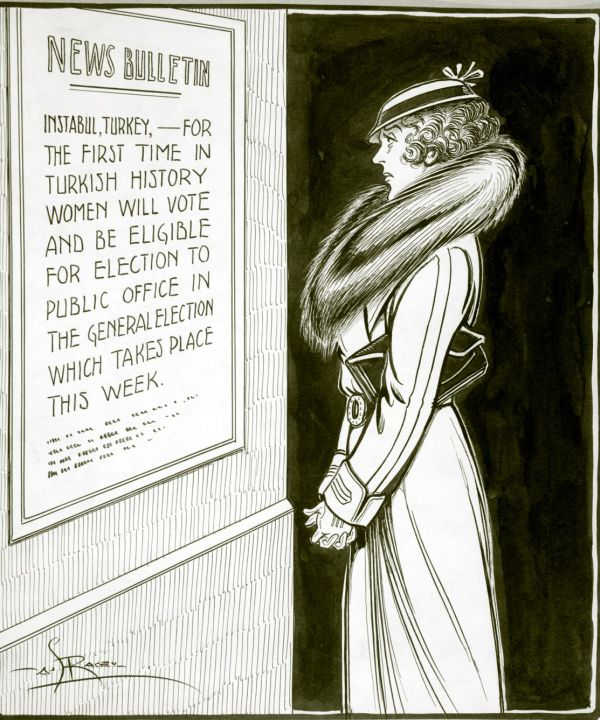
Caricature politique canadienne d'une femme au Québec lisant un panneau qui dit :
« Bulletin d'information : pour la première fois dans l'histoire de la Turquie, les femmes voteront et seront éligibles à la fonction publique lors des élections générales qui auront lieu cette semaine. »
Les femmes ont obtenu le droit de vote en Turquie en 1930, mais le droit de vote n'a été étendu aux femmes lors des élections provinciales au Québec qu'en 1940.

Atatürk lança beaucoup de réformes pour émanciper la femme turque. En 1930, il donne le droit de vote aux femmes aux élections locales et, en 1934, pour les élections nationales ; les femmes et les hommes deviennent égaux en droit.

### La culture et les arts
Afin de synthétiser cette nouvelle histoire turque, Atatürk souhaite utiliser les éléments de l'héritage national de la Turquie - ce qui inclut les cultures indigènes antiques - et également les arts et la culture des autres civilisations du monde. Il a amélioré l'étude des anciennes civilisations anatoliennes, telles que les Hittites, les Phrygiens, les Lydiens. Et l'étude de la culture préislamique des Turcs a été largement encouragée.
Les arts plastiques se sont épanouis sous la présidence d'Atatürk. Beaucoup de musées ont été ouverts, l'architecture a suivi des tendances plus modernes ; la musique, l'opéra et les ballets ont pris une plus grande place. L'activité littéraire et l'industrie cinématographique se sont largement développées par la suite.

### Histoire du peuple turc
En 1932, le gouvernement kémaliste crée le Tarih Kurumu (Institut de l'Histoire), qui avait pour but d'explorer l'histoire turque. Réunissant un comité d'historiens, l'Institut était placé sous la direction personnelle d'Atatürk.
Avant Atatürk, l'histoire turque n'était pas traitée comme l'histoire d'une dynastie et commençait avec la fondation de l'Empire ottoman, ou bien elle était dissoute dans l'histoire islamique, et le rôle des Turcs dans cette histoire n'était pas suffisamment mentionné en raison de la compréhension de l'oumma. L'histoire des Turcs avant les Ottomans, en particulier avant leur conversion à l'islam, ainsi que la richesse de leur culture et de leur littérature au cours de cette période ont été ignorées. Pourtant, l'histoire turque repose sur des bases solides. Il était donc nécessaire d'établir, d'examiner son cours réel et ses voies de développement à partir de l'Asie centrale, d'analyser le monde des Turcs sur cette voie. Il était nécessaire d'indiquer leur rôle dans l'histoire, leur place dans la chaîne de la civilisation.
À cette fin, la Société historique turque a été créée et des recherches approfondies ont été menées sur l'histoire de la Turquie. La thèse de l'histoire turque était basée sur l'histoire de la nation, qui reconnaissait le Turc comme l'élément principal, au lieu de l'histoire traditionnelle de l'oumma. Développée à partir de 1930, cette thèse a donné lieu à d'importantes études scientifiques en Turquie au cours de ces années. Lors des premier et deuxième congrès d'histoire turque, qui se sont tenus en 1932 et 1937, de nombreuses discussions ont eu lieu avec la participation de scientifiques étrangers.
Selon la thèse de l'histoire turque, les racines des premiers peuples préhistoriques d'Anatolie se trouvent en Asie centrale. Après avoir créé une grande civilisation en Asie centrale à l'époque préhistorique, la nation turque actuelle s'est étendue à la Mésopotamie, à l'Anatolie, à l'Égypte et à l'Europe à la suite de migrations dues à des nécessités géographiques, et a assisté à de nouvelles étapes de la civilisation dans ces régions. À cet égard, l'Asie centrale, patrie des Turcs, a été le berceau de la civilisation dans l'histoire de l'humanité, car il était impossible de ne pas voir ses traces, plus ou moins importantes, dans les civilisations qui l'ont suivie, et de ne pas ressentir son influence,.

### Les réformes politiques
- Abolition du sultanat (1er novembre 1922)
- Proclamation de la république (29 octobre 1923)
- Abolition du califat (3 mars 1924)

### Les réformes sociales
- Attribution de droits égaux entre les hommes et les femmes (1926 - 1934). Après les élections de 1935, la Turquie compte une dizaine de députés femmes.
- Loi sur les chapeaux et l'habillement, avec interdiction de port du fez et du foulard islamique (25 novembre 1925).
- Loi sur les noms de famille : obligation est faite aux Turcs de se choisir un nom de famille (21 juin 1934).
- Fermeture des tekkes, des zaviyes (monastères musulmans) et des türbes (sanctuaires) (30 novembre 1925).
- Suppression des titres et des surnoms (26 novembre 1934).
- Adoption des systèmes internationaux pour l'heure, le calendrier et les poids et mesures (1925 - 1931).
- Fermeture des loges maçonniques (14 octobre 1935)[17],[18].
- En 1935, le repos hebdomadaire est fixé le samedi après-midi (à partir de 13 heures) et le dimanche, en remplacement du vendredi[15].

### Les réformes juridiques
- Abolition de la législation musulmane (1924 - 1937).
- Mise en place du Code Civil suisse, du code criminel français, du code pénal italien, et du code commercial allemand. (1924 - 1937).
- En 1928, l'Islam n'est plus religion d'État, elle demeure toutefois sous sa tutelle. Ainsi, l'État devient laïc.
- En 1937, la laïcité de l'État devient un principe constitutionnel.

### Les réformes culturelles et éducatives
- Unification de l'enseignement et suppression des écoles religieuses (3 mars 1924).
- Adoption du nouvel alphabet turc basé sur l'alphabet latin (1er novembre 1928), connue sous le nom de « Révolution des signes ».
- Fondation du Türk Dil Kurumu (Institut de la Langue Turque) et du Tarih Kurumu (Institut de l'Histoire)  (1931 - 1932). Elle avait pour but d'explorer l'histoire turque.
- Réforme de l'Université (31 mai 1933).
- Afin d'assurer l'autosuffisance de la Turquie, Kemal Atatürk remplace le café, boisson favorite des Turcs mais importée, par le thé, qui peut être produit en Anatolie. En 2005, les Turcs consomment environ un kilogramme de thé par semaine et par famille (le thé turc est toutefois peu tannique et peu parfumé).

### Les réformes économiques
- Abolition de la dîme (aşar), un impôt qui était reversé aux autorités religieuses.
- Turquisation (c'est-à-dire nomination de cadres turcs ou turcophiles) de la Banque ottomane, sous la responsabilité de Berç Keresteciyan, directeur général de la banque de 1914 à 1927, soutien financier du mouvement kémaliste pendant la guerre d'indépendance, et futur député d'Afyon de 1935 à 1946[19]. Création de banques turques.
- Valorisation du métier d'agriculteur, la rationalisation et l'extension des crédits accordés par la Banque Agricole permirent à la paysannerie d'acheter du matériel agricole moderne, de rénover leurs fermes qui deviennent ainsi plus spacieuses et plus propres. Les maladies contagieuses ont connu une baisse sensible et le taux de fécondité augmente.
- Établissement de « fermes modèles »: l'agriculture est alors modernisée sur le modèle européen avec l'utilisation de tracteurs et l’introduction de l’irrigation et la création de coopératives. En 1925, il y avait une vingtaine de tracteurs dans le pays ; ce chiffre augmente jusqu'à 34 000 en 1953. Dans le même temps, près de 15 000 fontaines ont été construites par le gouvernement.
- « Loi de l'encouragement à l'industrie »
- Mise en application de deux « plans de développement » (1933 - 1937). Le gouvernement kémaliste lance le « Programme d'industrialisation nationale », un programme de développement économique réalisé avec l'aide soviétique. Ce plan avait pour but d'encourager les entreprises à s'installer en Anatolie et à trouver les matières premières dont elles avaient besoin pour se développer. Les premières grosses entreprises turques furent des fabriques de sucre et de ciment. En 1928, le gouvernement entreprend la construction de puissantes centrales électriques pour fournir à l'industrie naissante l'énergie dont elle avait besoin. Des fonderies, des aciéries, des fabriques de céramique, des usines de produits chimiques et des papeteries sont créées.